# Karl Renner
Karl Renner, avstrijski pravnik in politik, * 14. december 1870, Unter-Tannowitz (Dolní Dunajovice; Moravska), † 31. december 1950, Dunaj.
Renner je bil kancler Avstrije in minister za zunanje zadeve Avstrije (1918–1920), predsednik Državnega zbora Avstrije (1931–1933), znova kancler Avstrije (1945) in predsednik Avstrije (1945–50).